# TOCA Race Driver
TOCA Race Driver (Pro Race Driver nos Estados Unidos, DTM Race Driver na Alemanha e V8 Supercar: Race Driver na Austrália) é um jogo eletrônico simulador de corridas desenvolvido e publicado pela Codemasters lançado em 2002 para Microsoft Windows, Xbox, PlayStation 2, o jogo é o quarto da série TOCA.

## Circuitos

### Alemanha
- Hockenheimring
- Oschersleben
- Norisring
- Nürburgring

### Austrália
- Canberra
- Circuito de Rua de Adelaide
- Eastern Creek Raceway
- Mount Panorama Circuit
- Oran Park Raceway
- Phillip Island Grand Prix Circuit
- Sandown Raceway

### Áustria
- A1 Ring

### Bélgica
- Circuito de Zolder

### Espanha
- Circuito de Barcelona-Catalunha

### Estados Unidos
- Bristol Motor Speedway
- Charlotte Motor Speedway
- Las Vegas Motor Speedway
- Sears Point

### França
- Circuito de Nevers Magny-Cours
- Dijon-Prenois

### Itália
- Autódromo Nacional de Monza
- Circuito de Vallelunga

### Japão
- Fuji
- TI Circuit Aida

### México
- Hermanos Rodriguez

### Países Baixos
- Circuit Park Zandvoort

### Reino Unido
- Brands Hatch
- Donington Park
- Knockhill
- Oulton Park
- Rockingham
- Silverstone

### Suécia
- Mantorp Park